# 碧潭大橋
碧潭大橋，是臺灣一座公路橋樑，位於新北市新店區碧潭，橫跨新店溪，位於市道110號上，聯絡新店頂城里與張南里，是「碧潭三橋」其中之一，也是新店市區與安坑兩地重要的聯絡橋樑。

## 沿革
碧潭大橋原址早年為一座過水橋，因碧潭吊橋沒辦法負荷大型車輛通過，於是在附近另興建過水橋，1954年過水橋完工，原有的碧潭吊橋始卸下公路橋梁的身份。1970年過水橋毀於洪水，於是計劃興建現在的碧潭大橋，1972年7月完工。隨著安坑地區人口的增加，原橋不敷所需，故於2001年10月於舊橋下游拓建了一座15公尺寬的新橋，並與舊橋合併。

## 諸元
1972年7月興建的碧潭大橋，是一座10跨9墩的預力混凝土Ｉ型梁（PCI）橋，全長400公尺，寬15.9公尺，最大跨徑約為40公尺。2001年10月拓建的新橋15公尺寬，共計合併後橋寬30.9公尺，有6線快車道，2線機車道及2線人行道。

## 圖片集

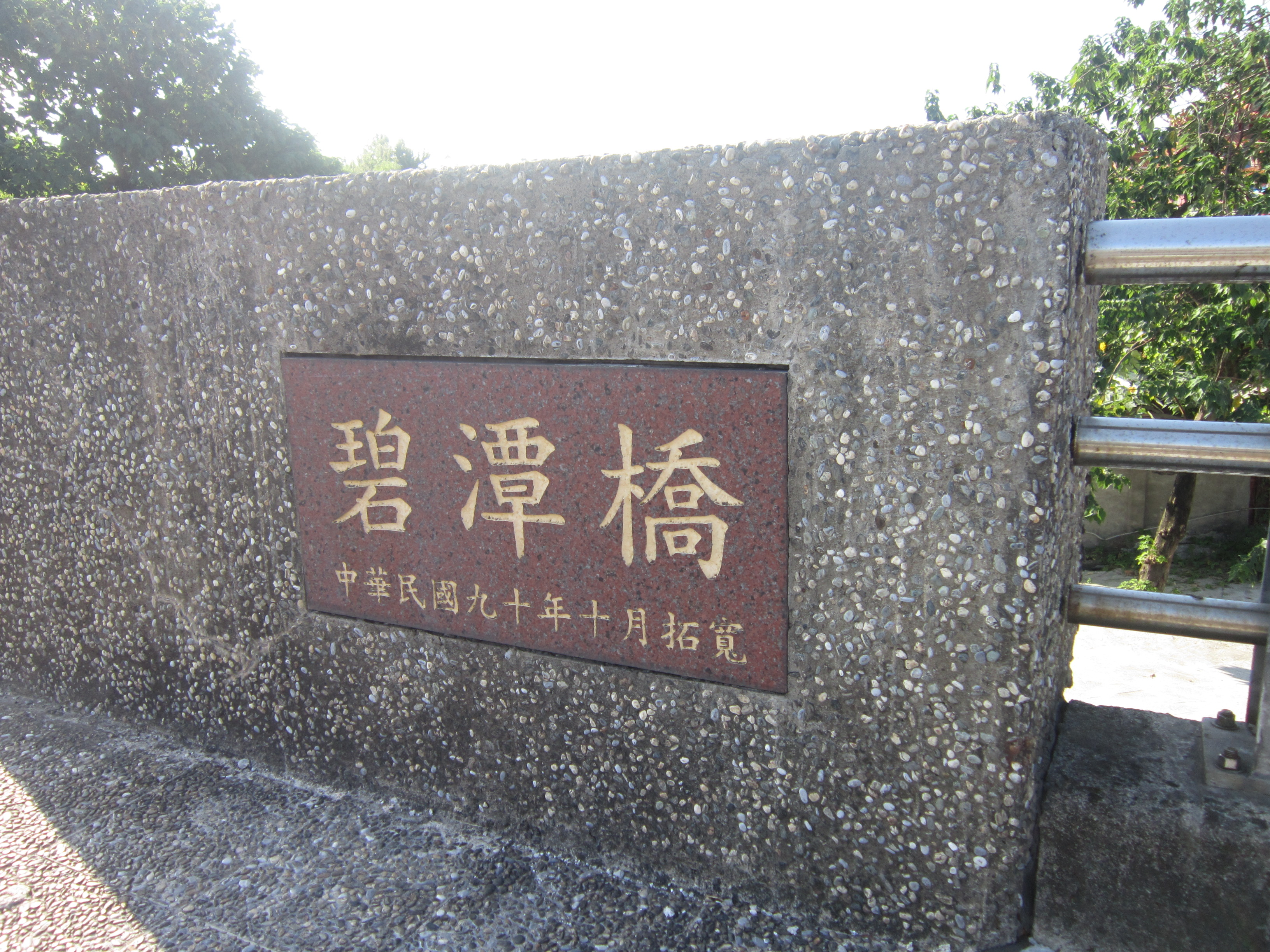
市道110號碧潭橋橋頭的橋名及拓寬完工日期標註
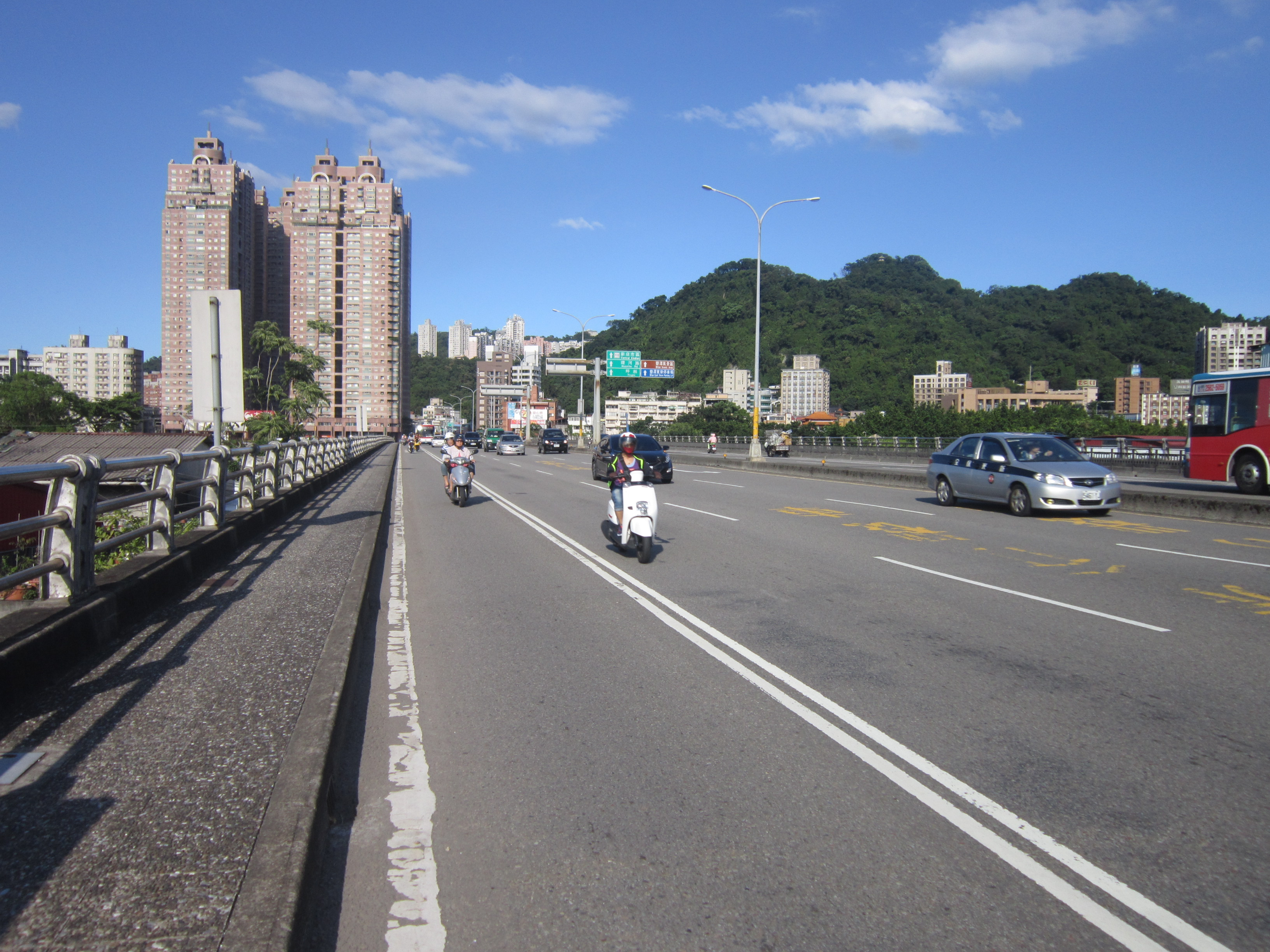
碧潭大橋橋面一景

## 腳註

### 出處
1. 1 2 3 4 5 6  廖耀宇.  (PDF). 技師報. 2012年10月  [2014-05-27]. （原始内容 (PDF)存档于2014-05-21） （中文（臺灣））.
2. 1 2  . 交通大學土木工程系.   [2014-05-27]. （原始内容存档于2019-02-22） （中文（臺灣））.
3. ↑  . 文化部文化資產局. （原始内容存档于2018-10-06） （中文（臺灣））.